# Vespula rufa
Espèce

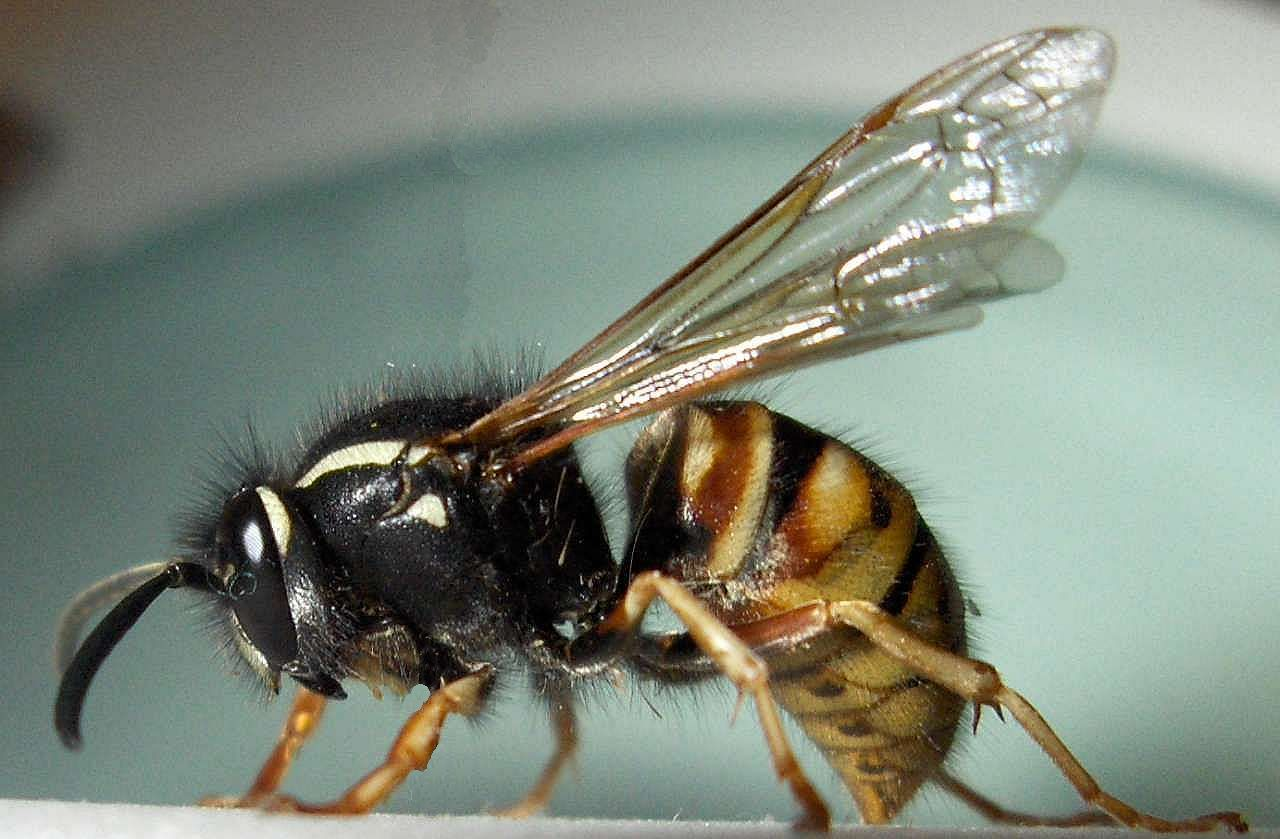
♀

Vespula rufa (noms vernaculaires : guêpe rouge ou guêpe rousse) est une espèce d'insectes de l'ordre des hyménoptères, que l'on rencontre en Eurasie (Europe occidentale, Russie, Chine, Japon...) mais aussi en Amérique du Nord.

## Description
La tête et le thorax sont noirs et légèrement tachés de jaune. La tonalité générale de l'abdomen est jaune avec des rayures noires et présente dans sa partie antérieure des zones plus rougeâtres.
La reine a une taille de 17 à 20 mm, tandis que les mâles mesurent de 13 à 17 mm et les ouvrières 12 à 16 mm.

## Comportement
Cette espèce niche dans le sol. Le nid fait rarement plus de 20 cm. La population maximale du nid peut atteindre 700 individus (en comptant les œufs, larves et pupes qui ne requièrent uniquement que 100 à 300 ouvrières).

### Espèce proche
- Vespula austriaca